# NGC 1414
NGC 1414 (другие обозначения — ESO 548-71, MCG -4-9-45, PGC 13543) — спиральная галактика в созвездии Эридан. Открыта Фрэнком Ливенвортом в 1886 году с помощью 26" рефракторного телескопа в обсерватории университета Вирджинии McCormick Observatory. Описание Дрейера: «очень тусклый, довольно маленький, вытятуный в позиционном угле 0° объект, более яркий в середине и в ядре». Объект составляет  NGC 1414 близкую пару с  NGC 1422, вплоть до того, что при попытке уточнения координат NGC 1414 астрономом Гербертом Хове (Herbert Alonzo Howe) в 1899 — 1900 годах, координаты NGC 1414, полученные Хове, оказались ближе к принятым сейчас для NGC 1422.
Область HI в галактике заметно изогнута относительно плоскости спирали.
Этот объект входит в число перечисленных в оригинальной редакции «Нового общего каталога».
Галактика NGC 1414 входит в состав группы галактик NGC 1395. Помимо NGC 1414 в группу также входят ещё 32 галактики.